# Liga Nacional de Básquetbol 2012-13
La Temporada 2012-13 de la Liga Nacional Movistar by Spalding fue la tercera de la historia de la competición chilena de básquetbol. La fase zonal comenzó el 28 de septiembre de 2012 y la fase nacional acabó el 29 de diciembre del mismo, comenzando los playoffs en enero de 2013.
En semifinales se enfrentaron Español de Talca con AB Ancud, y Boston College con Osorno Básquetbol. Tras jugarse, los equipos Español de Talca y Boston College llegaron a al final, donde el cuadro hispano se consagró campeón por un marcador de 3-1, consiguiendo su segundo título nacional, y convirtiéndose en el equipo con más coronas.
Español de Talca se consagró campeón con sólo 2 derrotas en todo el campeonato.

## Clasificación zonal
Clave: Pts: Puntos; PJ: Partidos jugados; PG: Partidos ganados; PP: Partidos Perdidos; PF: Puntos a favor; PC: Puntos en contra; Dif: diferencia puntos a favor y en contra.

### Zona Norte
| Pos | Equipo                | Pts | PJ | PG | PP |
| --- | --------------------- | --- | -- | -- | -- |
| 1   | Boston College        | 18  | 10 | 8  | 2  |
| 2   | Leones de Quilpué     | 17  | 10 | 7  | 3  |
| 3   | Sagrados Corazones    | 17  | 10 | 7  | 3  |
| 4   | Club Providencia      | 15  | 10 | 5  | 5  |
| 5   | Municipal Puente Alto | 12  | 10 | 2  | 8  |
| 6   | Stadio Italiano       | 11  | 10 | 1  | 9  |

En negrita los clasificados a la fase nacional.

### Zona Sur
| Pos | Equipo             | Pts | PJ | PG | PP |
| --- | ------------------ | --- | -- | -- | -- |
| 1   | Español de Talca   | 19  | 10 | 9  | 1  |
| 2   | Deportes Castro    | 18  | 10 | 8  | 2  |
| 3   | AB Ancud           | 16  | 10 | 6  | 4  |
| 4   | Osorno Básquetbol  | 14  | 10 | 4  | 6  |
| 5   | Deportivo Valdivia | 12  | 10 | 2  | 8  |
| 6   | CD Las Ánimas      | 11  | 10 | 1  | 9  |

En negrita los clasificados a la fase nacional.

## Clasificación nacional
Clave: Pts: Puntos; PJ: Partidos jugados; PG: Partidos ganados; PP: Partidos Perdidos; PF: Puntos a favor; PC: Puntos en contra; Dif: diferencia puntos a favor y en contra.

### Fase Nacional
| Pos | Equipo             | Pts | PJ | PG | PP |
| --- | ------------------ | --- | -- | -- | -- |
| 1   | Español de Talca   | 28  | 14 | 14 | 0  |
| 2   | AB Ancud           | 23  | 14 | 9  | 5  |
| 3   | Boston College     | 23  | 14 | 9  | 5  |
| 4   | Osorno Básquetbol  | 21  | 14 | 7  | 7  |
| 5   | Leones de Quilpué  | 19  | 14 | 5  | 9  |
| 6   | Sagrados Corazones | 19  | 14 | 5  | 9  |
| 7   | Deportes Castro    | 19  | 14 | 5  | 9  |
| 8   | Club Providencia   | 16  | 14 | 2  | 12 |

En negrita los clasificados a los play-offs.

## Tabla Playoffs
Tabla de partidos, se muestra en negrita los ganadores del enfrentamiento y el cursiva el equipo con la ventaja de campo. El número de la izquierda indica su posición en la clasificación para los playoffs, el número de la derecha indica el resultado en partidos.
|  | Semifinales de Liga | Semifinales de Liga | Semifinales de Liga |                |   | Finales de Liga  | Finales de Liga | Finales de Liga |  |
|  |                     |                     |                     |                |   |                  |                 |                 |  |
|  |                     |                     |                     |                |   |                  |                 |                 |  |
|  | 1                   | Español de Talca    | 3                   |                |   |                  |                 |                 |  |
|  | 1                   | Español de Talca    | 3                   |                |   |                  |                 |                 |  |
|  | 4                   | Osorno Básquetbol   | 0                   |                |   |                  |                 |                 |  |
|  | 4                   | Osorno Básquetbol   | 0                   |                | 1 | Español de Talca | 3               |                 |  |
|  |                     |                     |                     |                | 1 | Español de Talca | 3               |                 |  |
|  |                     |                     | 3                   | Boston College | 1 |                  |                 |                 |  |
|  | 2                   | AB Ancud            | 3                   | Boston College | 1 | 1                |                 |                 |  |
|  | 2                   | AB Ancud            |                     |                |   | 1                |                 |                 |  |
|  | 3                   | Boston College      | 3                   |                |   |                  |                 |                 |  |
|  | 3                   | Boston College      | 3                   |                |   |                  |                 |                 |  |
|  |                     |                     |                     |                |   |                  |                 |                 |  |

## Semifinales

### Español de Talcavs.Osorno Básquetbol
| 19 de enero de 2013 | Español de Talca | 83–53 | Osorno Básquetbol |                                             |  |
|                     |                  |       |                   |                                             |  |
|                     |                  | 1     |                   | Pabellón: Cendyr Sur, Talca Televisión: CDO |  |

| 20 de enero de 2014 | Español de Talca | 80–72 | Osorno Básquetbol |                                             |  |
|                     |                  |       |                   |                                             |  |
|                     |                  | 2     |                   | Pabellón: Cendyr Sur, Talca Televisión: CDO |  |

| 26 de enero de 2014 | Osorno Básquetbol | 68–99 | Español de Talca |                                                             |  |
|                     |                   |       |                  |                                                             |  |
|                     |                   | 3     |                  | Pabellón: Monumental María Gallardo, Osorno Televisión: CDO |  |

Español de Talca gana la serie por 3-0.

### AB Ancudvs.Boston College
| 19 de enero | AB Ancud | 90–88 | Boston College |                                                           |  |
|             |          |       |                |                                                           |  |
|             |          | 1     |                | Pabellón: Gimnasio Fiscal de Ancud, Ancud Televisión: CDO |  |

| 20 de enero | AB Ancud | 65–73 | Boston College |                                                             |  |
|             |          |       |                |                                                             |  |
|             |          | 2     |                | Pabellón: Gimnasio Boston College, Santiago Televisión: CDO |  |

| 26 de enero | Boston College | 86–76 | AB Ancud |                                                                      |  |
|             |                |       |          |                                                                      |  |
|             |                | 3     |          | Pabellón: Gimnasio Boston College, Santiago de Chile Televisión: CDO |  |

| 27 de enero | Boston College | 106–84 | AB Ancud |                                                                      |  |
|             |                |        |          |                                                                      |  |
|             |                | 4      |          | Pabellón: Gimnasio Boston College, Santiago de Chile Televisión: CDO |  |

Boston College gana la serie por 3-1.

## Finales
| 2 de febrero de 2014 | Boston College | 73–81 | Español de Talca |                                                                      |  |
|                      |                |       |                  |                                                                      |  |
|                      |                | [1]   |                  | Pabellón: Gimnasio Boston College, Santiago de Chile Televisión: CDO |  |

| 3 de febrero de 2014 | Boston College | 69–71 | Español de Talca |                                                                                |  |
|                      |                |       |                  |                                                                                |  |
|                      |                | [2]   |                  | Pabellón: Gimnasio Monumental María Gallardo Arismendi, Osorno Televisión: CDO |  |

| 9 de febrero de 2014 | Español de Talca | 91–101 | Boston College |                                             |  |
|                      |                  |        |                |                                             |  |
|                      |                  | [3]    |                | Pabellón: Cendyr Sur, Talca Televisión: CDO |  |

| 10 de febrero de 2014 | Español de Talca | 88 (102–95) 88 | Boston College |                                             |  |
|                       |                  |                |                |                                             |  |
|                       |                  | [4]            |                | Pabellón: Cendyr Sur, Talca Televisión: CDO |  |

Español de Talca gana la serie por 3-1.

## Campeón
| Campeón Español de Talca 2º título |